# رودریگو موریرا
رودریگو موریرا (انگلیسی: Rodrigo Moreira؛ زادهٔ ۱۹ ژوئن ۱۹۸۳) بازیگر، رقصنده، طراح رقص، مدل، مجری و مدیر عامل اجرایی اهل اکوادور است.